# Tobaksfria dagen
Tobaksfria dagen är en internationell kampanjdag mot rökning och passiv rökning på initiativ av Världshälsoorganisationen. Dagen utropades 1987 av Världshälsoorganisationen och uppmärksammas i många länder och infaller den 31 maj.